# San Nicolás, Jalisco
San Nicolás är en ort i Mexiko.   Den ligger i kommunen San Ignacio Cerro Gordo och delstaten Jalisco, i den centrala delen av landet, 400 km väster om huvudstaden Mexico City. San Nicolás ligger 2 009 meter över havet och antalet invånare är 179.
Terrängen runt San Nicolás är platt åt sydost, men åt nordväst är den kuperad. Runt San Nicolás är det ganska tätbefolkat, med 72 invånare per kvadratkilometer. Närmaste större samhälle är Arandas, 15,5 km öster om San Nicolás. I omgivningarna runt San Nicolás växer huvudsakligen savannskog.